# Heinrich von Reventlow (Generalmajor)
Heinrich Graf von Reventlow, auch Reventlou (* 30. September 1763 in Kopenhagen; † 31. Januar 1848 in Kiel) war ein schleswig-holsteinischer Offizier in dänischen Diensten.

## Leben
Heinrich von Reventlow entstammte dem Älteren Haus des schleswig-holsteinischen Uradelsgeschlecht (Equites Originarii) von Reventlow. Er war das sechste Kind und der vierte Sohn von Detlev von Reventlow und seiner Frau Margarethe, geb. von Raben, (* 8. Dezember 1726, † 13. September 1794). Cay Friedrich von Reventlow (1753–1834) und Friedrich Karl von Reventlow (1755–1828) waren seine älteren Brüder.
Er studierte ab 1784 Rechtswissenschaften an der Universität Leipzig, schlug dann aber die Offizierslaufbahn im dänischen Heer ein. 1788 wurde er Unter-Rittmeister bei den Husaren und 1790 bei der Leibgarde zu Pferde. 1791 erhielt er die Beförderung zum Rittmeister und Eskadronschef. 1802 wurde er Major à la suite, 1809 Oberstleutnant und 1812 Oberst. 1828 erhielt er seinen Abschied als Generalmajor.
Er war Gutsherr auf Falkenberg, Wittenberg (Martensrade) und Kaltenhof sowie Åkær und Dybvad.
Reventlow heiratete am 21. Mai 1794 auf Gut Knoop Sophie Anna, geb. von Baudissin (* 20. Dezember 1778 Kopenhagen, † 22. Dezember 1853 Kiel), eine Tochter von Heinrich Friedrich von Baudissin und Caroline Adelaide Cornelia Komtesse Schimmelmann (1760–1826). Zu den 13 Kindern dieser Ehe zählten:
- Ernst Christian von Reventlow
- Friedrich von Reventlou
- Christian Andreas Julius Reventlow
- Heinrich von Reventlow

## Auszeichnungen
- 1793 Titel Kammerherr
- Dannebrogorden:
  - Kommandeur 28. Oktober 1817
  - Großkreuz 28. Juni 1840